# Уйское сельское поселение
У́йское се́льское поселе́ние — муниципальное образование в Уйском районе Челябинской области Российской Федерации.
В рамках административно-территориального устройства муниципальное образование  соответствует административно-территориальной единице Уйский сельсовет.
Административный центр — село Уйское.

## История
Статус и границы сельского поселения установлены Законом Челябинской области от 17 сентября 2004 года № 278-ЗО «О статусе и границах Уйского муниципального района и сельских поселений в его составе»

## Население
| 2002   | 2010    | 2011  | 2012  | 2013  | 2014  | 2015  |
| ------ | ------- | ----- | ----- | ----- | ----- | ----- |
| 10 635 | ↘10 007 | ↘9998 | ↘9814 | ↘9715 | ↘9602 | ↘9490 |
| 2016   | 2017    | 2018  | 2019  | 2020  | 2021  | 2023  |
| ↘9395  | ↘9279   | ↘9133 | ↘8984 | ↘8906 | ↘8555 | ↘8436 |

## Состав сельского поселения
| № | Населённый пункт | Тип населённого пункта       | Население |
| - | ---------------- | ---------------------------- | --------- |
| 1 | Брюхово          | деревня                      | ↘212      |
| 2 | Воронино         | село                         | ↘421      |
| 3 | Глазуновка       | посёлок                      | ↗406      |
| 4 | Горки            | посёлок                      | ↘192      |
| 5 | Октябрьский      | посёлок                      | ↘475      |
| 6 | Уйское           | село, административный центр | ↘6728     |
| 7 | Фоминский        | посёлок                      | ↗424      |
| 8 | Яринка           | деревня                      | ↘525      |